# Abbaye de Segeberg
L’abbaye de Segeberg est une ancienne abbaye de chanoines réguliers de saint Augustin à Bad Segeberg en Allemagne.

## Histoire
En 1134, l'empereur Lothaire III, encouragé par le chanoine augustin Vicelin (de), fait construire une église et un monastère au pied du Siegesburg (de) nouvellement construit sur le Kalkberg (de), dans lequel des chanoines de l'abbaye de Neumünster (de), fondée en 1127 comme premier monastère de chanoines au nord de l'Elbe, emménagent. Vicelin est nommé prévôt. En 1138, le prince obodrite Pribislav de Wagrie détruit Segeberg. Les chanoines survivants, dont le chroniqueur Helmold von Bosau, qui rapporte ces événements dans Chronica Slavorum, s'enfuient à Neumünster.
En 1143, Adolphe II de Holstein restaure le château. En 1143, le monastère des chanoines de Högersdorf est refondé, Vicelin se consacre de plus en plus au travail missionnaire avec les Wendes. L'église de Högersdorf est achevée en 1149. Il ne reste rien de ces bâtiments abandonnés après quelques années seulement. On sait par des sources écrites qu'il y avait un hôpital là-bas ainsi que dans le monastère ultérieur.
En 1156, à la demande de Gerold, successeur de Vicelin comme évêque d'Oldenbourg, l'abbaye est ramenée à Segeberg sous la protection du château souverain, mais probablement pas à son emplacement d'origine. La construction de la collégiale de Segeberg, basilique romane, débute un peu plus tard. Au début, elle ne sert probablement que d'église collégiale, à côté de laquelle se trouve une autre église dans le bourg de Segeberg (peut-être la première église collégiale de 1134) dont la dernière mention date cependant de 1216. Au cours des siècles suivants, le monastère acquiert de riches propriétés, notamment dans les environs. Le pape Innocent III donne au monastère les droits de patronage sur les paroisses de Segeberg, Leezen, Pronstorf, Warder et Gnissau en 1199. Au début de son existence, le monastère se consacre aux missions. Les missionnaires bien connus du monastère sont Henri le Letton et le premier évêque de Livonie, Meinhard de Holstein.
En 1445, l'abbaye rejoint la Congrégation de Windesheim et n'est plus subordonné au diocèse de Lübeck (de), mais à la prévôté de Windesheim. Étant donné que les réformes au sens de la Devotio moderna n'ont prévalu que lentement parmi les chanoines établis, des chanoines d'autres monastères s'installent à Segeberg. À peu près à la même époque, l'église reçoit les fonts baptismaux en bronze réalisés par Ghert Klinghe (de). Sous l'influence de la réforme de Windesheim, l'église est divisée en église paroissiale dans la nef et le chœur, dans lesquels les chanoines peuvent tenir leurs prières et offices sans être dérangés par la paroisse. À cet effet, un grand chœur de 5/8 de degré est construit à partir de 1470, qui avec 22,6 m est presque aussi long que la nef et possède probablement une voûte. Cependant, il existe des preuves d'un jubé pour séparer le chœur de la zone laïque, comme il y en avait dans le deuxième monastère augustinien de Bordesholm. Les chanoines de Segeberg reçoivent la supervision des Sœurs de la vie commune (de) du Couvent Saint-Michel de Lübeck (de) et de leur branche à Plön, fondée par le roi Christian Ier du Danemark en 1468. En 1515, un nouveau retable, un autel ailé avec une représentation sculptée de l'histoire de la Passion, est probablement créé dans un atelier de Lübeck pour le chœur des moines. Des reliques sont probablement exposées dans la prédelle. Dans le même temps, la croix triomphale attribuée à Henning von der Heyde est acquise.
La Réforme protestante arrive très tôt à Segeberg. En 1522, il y a une congrégation luthérienne, pour laquelle des chanoines individuels organisent des services luthériens dans la nef, tandis que le couvent maintient encore largement les cérémonies catholiques dans le chœur. Les autels latéraux de la nef sont supprimés. En 1533, le roi danois luthérien Christian III confirme les privilèges du monastère. La même année, les bâtiments du monastère sont gravement endommagés lors du siège de Siegesburg par le gouverneur de Lübeck, Marx Meyer (de). La majorité des écrits anciens sont détruits.
Après la désunion entre le Holstein et le Schleswig en 1544, Segeberg appartient au Holstein et à partir de 1555, il est sous le gouverneur du duché, Heinrich Rantzau. En 1550, l'hôpital du monastère est combiné avec l'hôpital municipal St. Jürgen. À cette époque, la plupart des chanoines sot morts, ont déménagé à l'abbaye de Reinfeld ou ont quitté le monastère. En 1563, un seul moine vit dans l'abbaye de Segeberg. Le 27 juin, entre 1564 et 1566, le dernier chanoine, Diedrich Schyndell, de Bois-le-Duc, cède le monastère au roi Frédéric II, représenté par Heinrich Rantzau, et reçoit en retour une pension de 20 thalers ainsi qu'un logement et des vêtements gratuits. Les terres sont données à Rantzau, qui paie une déduction au roi. Il incorpore les meilleures pièces de la bibliothèque dans sa collection de livres au château de Breitenburg (de).
Après la Réforme, les bâtiments du monastère servent d'abord d'école et d'appartements pour les enseignants. Après avoir été détruites au début de la guerre de Trente Ans, ils sont supprimées entre 1620 et 1630, à l'exception de la chapelle Saint-Jean. Le chœur, laissé à l'abandon depuis 1564, est raccourci à sa longueur actuelle en 1656 et pourvu d'une extrémité droite en pierres de démolition.
La construction de l'église Sainte-Marie à Segeberg commence peu après la refondation de l'abbaye en 1156. La basilique romane avec un chœur gothique est l'un des plus anciens édifices religieux du Holstein. Du XIIIe siècle jusqu'à l'abolition du monastère, l'église est à la fois l'église abbatiale à l'extérieur du village et l'église paroissiale de la colonie. Avec la Réforme, l'église paroissiale devient l'église de la paroisse évangélique luthérienne de Segeberg et remaniée à plusieurs reprises. Les piliers de bronze, le maître-autel acheté vers 1515 et la croix triomphale sont recensés dans l'inventaire.
Des bâtiments du cloître, seule la chapelle Saint-Jean, une salle voûtée de 13 m de long dans l'angle nord-est de l'église, survit. Cette salle, accessible par le cloître, sert probablement à l'origine de salle capitulaire. On ne sait rien de l'emplacement et de l'apparence des autres bâtiments à part la carte de Frans Hogenberg de 1588. Une fouille archéologique de 1967 révèle que le site fut élevé pour le chœur, qui fut agrandi en 1470.

## Source de la traduction
- (de) Cet article est partiellement ou en totalité issu de l’article de Wikipédia en allemand intitulé « Kloster Segeberg » (voir la liste des auteurs).